# Patricia Mariscal
Patricial Mariscal Alcalá es una deportista mexicana que compitió en taekwondo.
Ganó una medalla de bronce en el Campeonato Mundial de Taekwondo de 1989 y dos medallas de oro en el Campeonato Panamericano de Taekwondo, en los años 1992 y 1994. En los Juegos Panamericanos de 1995 consiguió una medalla de bronce. Es 8.º dan en taekwondo.

## Palmarés internacional
| Campeonato Mundial      | Campeonato Mundial                | Campeonato Mundial | Campeonato Mundial |
| Año                     | Lugar                             | Medalla            | Categoría          |
| ----------------------- | --------------------------------- | ------------------ | ------------------ |
| 1989                    | Seúl (Corea del Sur)              | Medalla de bronce  | –55 kg             |
| Juegos Panamericanos    |                                   |                    |                    |
| Año                     | Lugar                             | Medalla            | Categoría          |
| 1995                    | Mar del Plata (Argentina)         | Medalla de bronce  | –51 kg             |
| Campeonato Panamericano |                                   |                    |                    |
| Año                     | Lugar                             | Medalla            | Categoría          |
| 1992                    | Colorado Springs (Estados Unidos) | Medalla de oro     | –51 kg             |
| 1994                    | Heredia (Costa Rica)              | Medalla de oro     | –51 kg             |